# Melolobium
Melolobium es un género de plantas con flores perteneciente a la familia Fabaceae. Es nativa del sur de África, donde se encuentra en el sur y el este de Namibia, al suroeste de Botsuana, y en la mayor parte de Sudáfrica.

## Especies
- Melolobium adenodes Eckl. & Zeyh.
- Melolobium aethiopicum (L.) Druce
- Melolobium alpinum Eckl. & Zeyh.
- Melolobium calycinum Benth.
- Melolobium candicans Eckl. & Zeyh.
- Melolobium exudans Harv.
- Melolobium humile Eckl. & Zeyh.
- Melolobium lampolobum (E.Mey.) Moteetee & B.-E.van Wyk
- Melolobium macrocalyx Dümmer
- Melolobium microphyllum (L.f.) Eckl. & Zeyh.
- Melolobium obcordatum Harv.
- Melolobium stipulatum Harv.
- Melolobium subspicatum Conrath
- Melolobium wilmsii Harms